# Flughafen Tromsø

i7
i11
i13

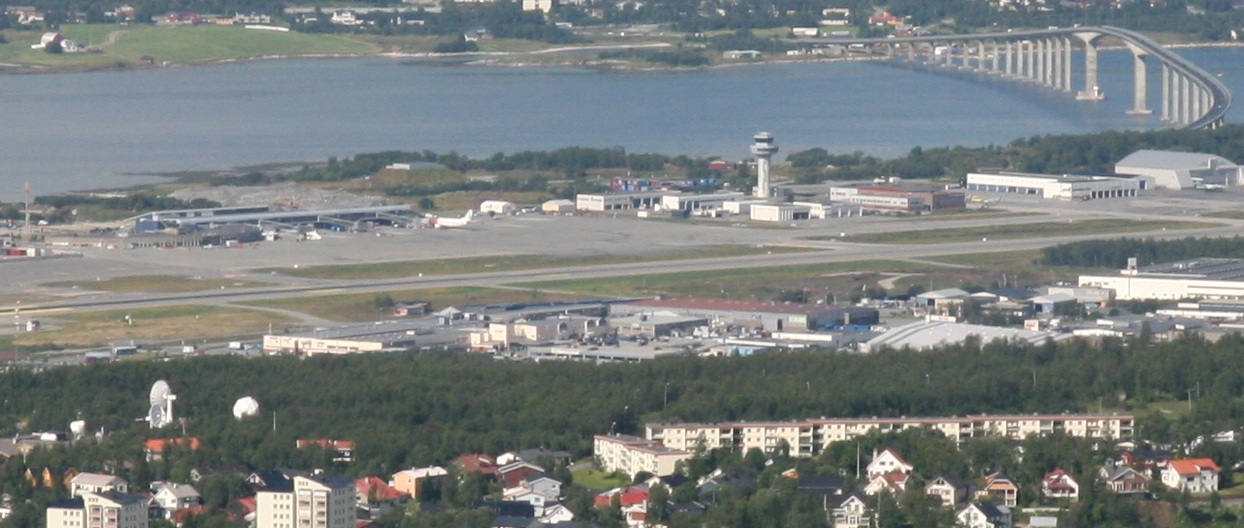
Flughafen aus der Sicht von Fløya

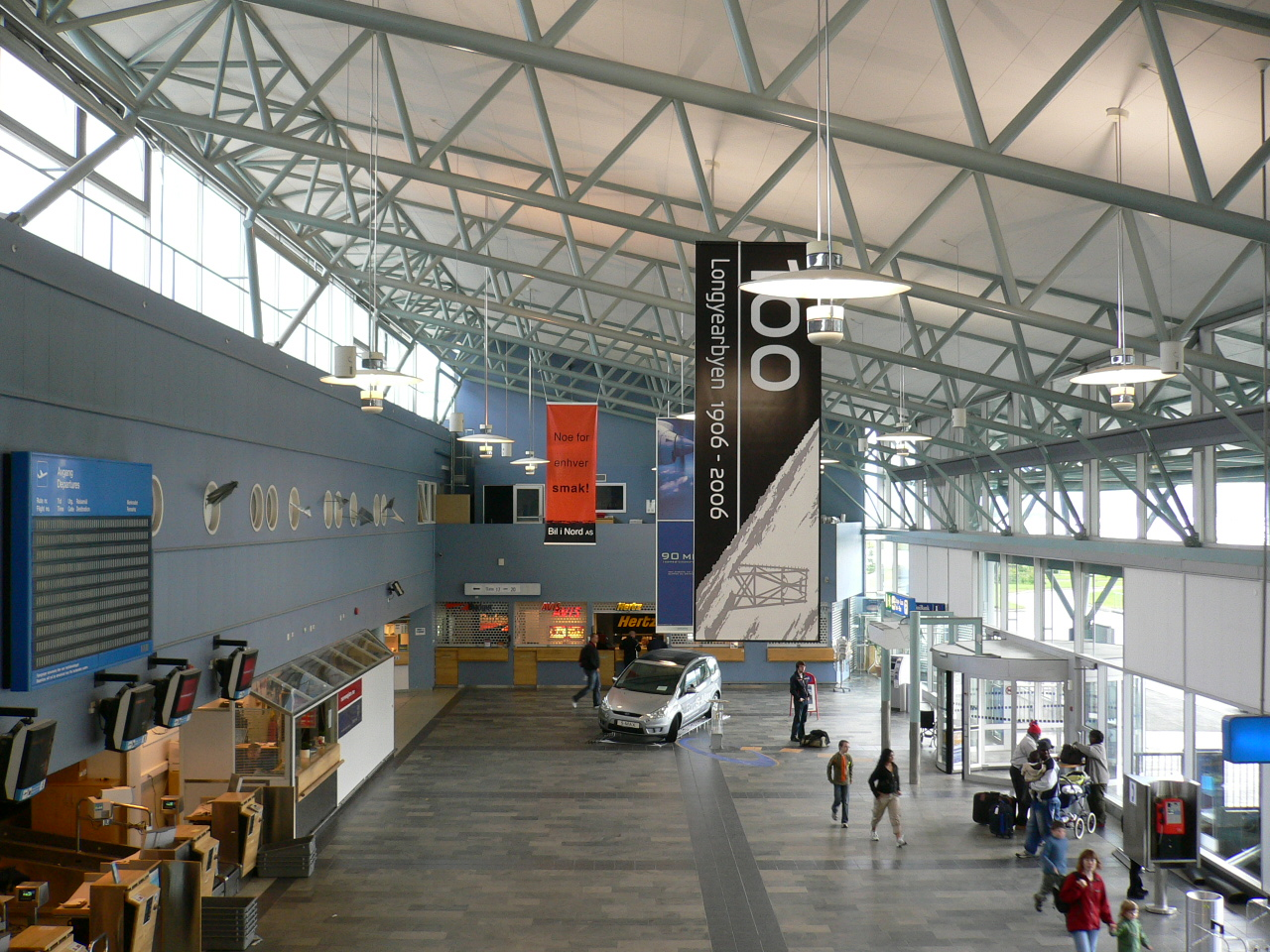
Die Flughafenhalle mit dem Check-In-Bereich

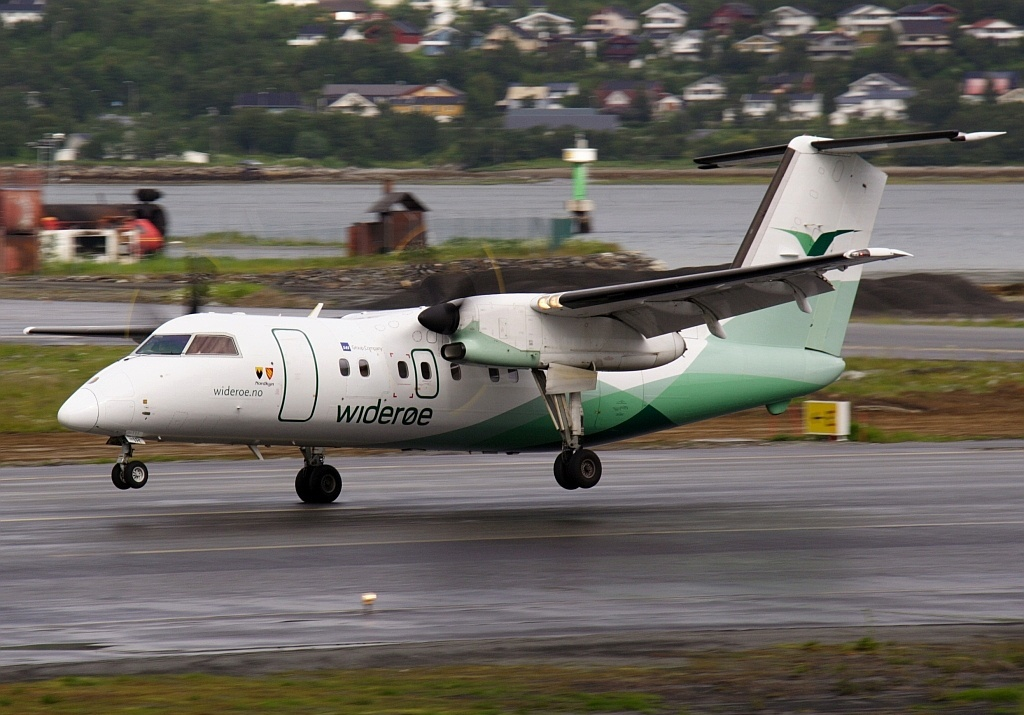
Landebahn des Flughafens mit einer De Havilland DHC-8 von Widerøe’s Flyveselskap

Der Flughafen Tromsø bzw. der Flughafen Tromsø-Langnes (norwegisch Tromsø lufthavn, Langnes; IATA-Code: TOS, ICAO-Code: ENTC) befindet sich nahe Langnes im Westen der Insel Tromsøya, 3,1 km nordwestlich des Stadtzentrums von Tromsø auf der Westseite der Insel im Fylke Troms in Norwegen. Der Flughafen ist der größte Flughafen in Nord-Norge mit 2.271.748 Passagieren im Jahr 2017.
Der Flughafen bedient Tromsø wie auch Teile der Region Troms. Er ist eine wichtige Zwischenstation für Flüge zu zahlreichen Flughäfen in der Finnmark, obwohl die meisten Fluggäste über Oslo reisen. Viele der Flüge bedienen Ziele in Norwegen, darunter auch Longyearbyen auf Svalbard. Es werden jedoch auch einige internationale Ziele im europäischen Ausland angeflogen.

## Geschichte
Bei dem ersten Flughafen in Tromsø handelte es sich um eine Wasserlandestelle auf Skattøra, damals in der eigenständigen Gemeinde Tromsøysund. Er wurde in den 1930er Jahren eingerichtet und durch die Det Norske Luftfartselskap bedient. Während des Zweiten Weltkrieges wurde der Flughafen durch die Luftwaffe übernommen und ausgebaut. Eine neue Wasserflugzeugroute nach Trondheim mittels einer Junkers Ju 52 wurde 1946 eingeführt, welche einige Monate später Richtung Norden nach Kirkenes verlängert wurde.
Der Betrieb des Wasserflughafens wurde von den norwegischen Luftstreitkräften an die Gemeinden Tromsø und Tromsøysund übergeben. Diese bauten eine neue Werft und ein neues Terminalgebäude. Der Flughafen wurde von beiden Gemeinden nach dem per-capita-Verhältnis betrieben. Ab 1947 wurden neue, schnellere Flugzeuge (Short Sandringham) in Betrieb genommen und eine Direktverbindung nach Oslo eingeführt, mit einer Reisezeit von acht Stunden. Durch die Eröffnung des Flughafens Bodø wurden die Junkers Ju 52 wieder in Betrieb genommen. Dies wurde bis 1956 so gehandhabt, bis der Flughafen Bardufoss eröffnet wurde. Passagiere aus Tromsø wurden mit Bussen zum Flughafen gebracht.
Die norwegische Zivilluftfahrtbehörde kam 1950 zu dem Schluss, dass Tromsø als Nord-Norges größte Stadt einen Flughafen haben sollte. Das Parlament entschied 1953, dass ein neuer Flughafen nahe Langnes gebaut werden sollte. Lokale Politiker meinten jedoch, dass Bardufoss eine permanente Lösung sei. Trotzdem beschloss man, einen neuen Flughafen zu bauen. Für Zwangsenteignungen wendete die Gemeinde 350.000 norwegische Kronen auf. Ursprünglich wollte man eine 1400 Meter lange Landebahn bauen, was jedoch zur Folge gehabt hätte, dass die größten Maschinen nicht hätten landen können. Deswegen wollte man eine 1600 Meter lange Bahn bauen. Nachdem dies beschlossen wurde, gab es Pläne, eine 2000 Meter lange Piste zu bauen, welche dann auch umgesetzt wurden.
Der Flughafen wurde am 14. September 1964 eröffnet und vom Scandinavian Airlines System (SAS) mittels Sud-Aviation-Caravelle-Flugzeugen angeflogen. Der Flughafen Tromsø wurde zur Basis für Flüge in die Finnmark. Die SAS legte auf sämtlichen Flügen in die Finnmark eine Zwischenlandung in Tromsø ein. Außerdem wurde der Flughafen zur Basis für Flüge nach Longyearbyen auf Svalbard. Später baute man den Flughafen zum Hauptflughafen der Region Troms aus. 1965 verzeichnete der Flughafen 20.177 Passagiere. Da während der 1970er Jahre ein Netzwerk von Regionalflughäfen in Vesterålen und Finnmark aufgebaut wurde, stiegen die Passagierzahlen in Tromsø an: 1975 verzeichnete man 214.135 Passagiere und im Jahre 1990 bereits 564.540 Passagiere.
Das ursprüngliche Terminalgebäude wurde 1977 durch ein halbkreisförmiges ersetzt. Das jetzige Gebäude entstand 1998 im Rahmen der Vergrößerung und Renovierung des Flughafens. Der Flughafen erhielt einen neuen Tower und erstmals Fluggastbrücken.

## Fluggesellschaften und Ziele
Es werden vorwiegend Ziele im Inland angeflogen, aber auch in Europa samt Urlaubszielen im Mittelmeerraum.

## Verkehrszahlen
| Jahr | Fluggastaufkommen | Luftfracht (Tonnen) (mit Luftpost) | Flugbewegungen (mit Militär) |
| ---- | ----------------- | ---------------------------------- | ---------------------------- |
| 2022 | 2.212.225         | 2.233                              | 43.884                       |
| 2021 | 1.471.495         | 2.294                              | 40.906                       |
| 2020 | 1.270.337         | -                                  | 36.352                       |
| 2019 | 2.370.565         | -                                  | 43.438                       |
| 2018 | 2.340.103         | -                                  | 44.950                       |
| 2017 | 2.271.748         | -                                  | 47.543                       |
| 2016 | 2.104.861         | -                                  | 43.763                       |
| 2015 | 2.009.146         | -                                  | 42.444                       |
| 2014 | 2.006.924         | 2.912                              | 43.723                       |
| 2013 | 1.936.022         | 2.162                              | 42.000                       |
| 2012 | 1.889.023         | 2.622                              | 40.439                       |
| 2011 | 1.800.093         | 2.766                              | 39.484                       |
| 2010 | 1.649.584         | 2.636                              | 38.873                       |
| 2009 | 1.629.967         | 3.117                              | 38.774                       |
| 2008 | 1.647.504         | 3.221                              | 39.736                       |
| 2007 | 1.246.289         | 3.266                              | 40.063                       |
| 2006 | 1.557.255         | 5.197                              | 40.053                       |
| 2005 | 1.123.257         | 5.410                              | 37.860                       |
| 2004 | 1.147.692         | 5.211                              | 37.195                       |
| 2003 | 1.348.962         | -                                  | 36.301                       |
| 2002 | 1.377.722         | 5.629                              | 34.232                       |
| 2001 | 1.549.176         | 6.252                              | 37.858                       |
| 2000 | 1.552.888         | 6.671                              | 37.625                       |
| 1999 | 1.587.154         | 7.060                              | 41.783                       |

## Zwischenfälle
- Am 12. September 1972 geriet eine Lockheed C-130K Hercules der britischen Royal Air Force (Kennzeichen XV194) bei der Landung von der Landebahn ab und krachte in einen Graben. Alle Insassen überlebten; die Maschine wurde irreparabel beschädigt.[2]

- Am 17. Juli 1973 schlug eine Convair CV-640 der schweizerischen S.A. de Transport Aérien (SATA) (Luftfahrzeugkennzeichen HB-IMM) bei der Landung heftig auf die Landebahn und sprang erneut in die Luft. Beim zweiten Aufprall – auf das Bugfahrwerk – brach dieses zusammen. Alle 60 Insassen überlebten den Unfall. Das Flugzeug wurde zum Totalschaden.[3]